# Tournoi féminin de football aux Jeux olympiques d'été de 2004
Pour un article plus général, voir Football aux Jeux olympiques d'été de 2004.
Navigation
Sydney 2000 Pékin 2008
Le tournoi féminin de football aux Jeux olympiques d'été de 2004 est la troisième édition du tournoi féminin de football des Jeux olympiques et se tient du 11 au 26 août 2004.
Les fédérations affiliées à la FIFA participent par le biais de leur équipe féminine aux épreuves de qualification. Neuf équipes rejoignent ainsi la Grèce, nation hôte de la compétition, pour s'affronter lors du tournoi final. Contrairement au tournoi masculin, il n'y a pas de restriction d'âge pour participer à la compétition.

## Préparation de l'événement

### Villes et stades retenus
Cinq stades ont été retenus pour organiser cette compétition :
| Le Pirée                                            | Héraklion           | Patras                  |
| --------------------------------------------------- | ------------------- | ----------------------- |
| Stade Karaïskakis                                   | Stade Pankritio     | Stade Pampeloponnisiako |
| 33 296 places                                       | 26 240 places       | 23 588 places           |
|                                                     |                     |                         |
| \| Le Pirée Héraklion Patras Thessalonique Volos \| |                     |                         |
| Thessalonique                                       | Volos               |                         |
| Stade Kaftanzoglio                                  | Stade Panthessaliko |                         |
| 28 028 places                                       | 22 700 places       |                         |
|                                                     |                     |                         |
| Le Pirée Héraklion Patras Thessalonique Volos       |                     |                         |

## Acteurs du tournoi féminin de football des jeux olympiques

### Équipes qualifiées
Chaque Comité national olympique peut engager une seule équipe dans la compétition.
Les épreuves qualificatives du tournoi féminin de football des jeux olympiques se déroulent d'avril 2003 à avril 2004. En tant que pays hôte, la Chine est qualifiée d'office, tandis que les autres équipes passent par différends modes de qualifications continentales.
| Tournoi qualificatif                                | Date            | Lieu       | Places | Qualifiés  | App. |
| --------------------------------------------------- | --------------- | ---------- | ------ | ---------- | ---- |
| Pays organisateur                                   |                 |            | 1      | Grèce      | 1re  |
| Sudamericano Femenino 2003                          | 27 avril 2003   | Pérou      | 1      | Brésil     | 3e   |
| Coupe du monde féminine de la FIFA 2003 (zone UEFA) | 12 octobre 2003 | États-Unis | 2      | Allemagne  | 3e   |
| Coupe du monde féminine de la FIFA 2003 (zone UEFA) | 12 octobre 2003 | États-Unis | 2      | Suède      | 3e   |
| Tournoi pré-olympique de l'AFC                      | 26 avril 2004   | Itinérant  | 2      | Chine      | 3e   |
| Tournoi pré-olympique de l'AFC                      | 26 avril 2004   | Itinérant  | 2      | Japon      | 2e   |
| Tournoi pré-olympique de la CAF                     | 30 mars 2004    | Itinérant  | 1      | Nigeria    | 2e   |
| Tournoi pré-olympique de la CONCACAF                | 5 mars 2004     | Costa Rica | 2      | États-Unis | 3e   |
| Tournoi pré-olympique de la CONCACAF                | 5 mars 2004     | Costa Rica | 2      | Mexique    | 1re  |
| Tournoi pré-olympique de l'OFC                      | 6 mars 2004     | Fidji      | 1      | Australie  | 2e   |

### Arbitres officiels
| Confédération | Arbitres              |
| ------------- | --------------------- |
| AFC           | Bentla D'Coth         |
| CAF           | Fatou Gaye            |
| CONCACAF      | Kari Seitz            |
| CONCACAF      | Dianne Ferreira-James |
| CONMEBOL      | Silvia De Oliveira    |

| Confédération | Arbitres          |
| ------------- | ----------------- |
| OFC           | Krystyna Szokolai |
| UEFA          | Cristina Babadac  |
| UEFA          | Jenny Palmqvist   |
| UEFA          | Christine Frai    |
| UEFA          | Dagmar Damkova    |

### Joueuses
Le tournoi féminin est un tournoi international sans aucune restriction d'âge. Chaque nation doit présenter une équipe de 18 joueuses titulaires et de 3 joueuses réservistes.

## Déroulement du tournoi
Tirage au sort
Les chapeaux sont composés selon des critères géographiques pour respecter la limite par groupe d'une nation par continent.
Répartition des chapeaux avant le tirage :
| Pot 1                       | Pot 2                           | Pot 3                                 |
| --------------------------- | ------------------------------- | ------------------------------------- |
| - Grèce - Allemagne - Suède | - Brésil - Mexique - États-Unis | - Australie - Chine - Japon - Nigeria |

### Premier tour
Les dix équipes sont réparties en deux groupes de trois équipes et un groupe de quatre. Chacune affronte les autres équipes de son groupe. Huit équipes accèdent aux quarts de finale (huit équipes) ce qui signifie que seulement deux équipes sur les dix sont éliminées à l'issue du premier tour : le dernier du groupe à quatre équipes (G) et le moins bon troisième (ou moins bon dernier) des deux groupes à trois (E et F). Tous les autres sont qualifiés.

#### Groupe E
Classement
| Rang | Équipe  | Pts | J | G | N | P | Bp | Bc | Diff |
| ---- | ------- | --- | - | - | - | - | -- | -- | ---- |
| 1    | Suède   | 3   | 2 | 1 | 0 | 1 | 2  | 2  | 0    |
| 2    | Nigeria | 3   | 2 | 1 | 0 | 1 | 2  | 2  | 0    |
| 3    | Japon   | 3   | 2 | 1 | 0 | 1 | 1  | 1  | 0    |

|  | Qualifié pour le deuxième tour de la compétition.                                                                  |
|  | Pts points ; G victoires ; N match nuls ; P défaites Bp buts marqués ; Bc buts encaissés ; Diff différence de buts |

Note : les trois équipes terminent à égalité de points et de différence de buts. Elle sont départagées et classées suivant le nombre de buts marqués, puis le résultat de la confrontation directe.
Matchs
| 11 août 2004 | Suède   | 0-1   | Japon             | Stade Panthessaliko, Volos                  |                                             |
| 18h00        |         | (0-1) | 24e Eriko Arakawa | Spectateurs : 10 104 Arbitrage : Fatou Gaye | Spectateurs : 10 104 Arbitrage : Fatou Gaye |
| 18h00        | Rapport |       |                   | Spectateurs : 10 104 Arbitrage : Fatou Gaye | Spectateurs : 10 104 Arbitrage : Fatou Gaye |

| 14 août 2004 | Japon   | 0-1   | Nigeria        | Stade Karaïskakis, Le Pirée                            |                                                        |
| 18h00        |         | (0-0) | 55e Vera Okolo | Spectateurs : 14 126 Arbitrage : Dianne Ferreira-James | Spectateurs : 14 126 Arbitrage : Dianne Ferreira-James |
| 18h00        | Rapport |       |                | Spectateurs : 14 126 Arbitrage : Dianne Ferreira-James | Spectateurs : 14 126 Arbitrage : Dianne Ferreira-James |

| 17 août 2004 | Suède                                  | 2-1   | Nigeria         | Stade Panthessaliko, Volos                          |                                                     |
| 18h00        | 68e Hanna Marklund · 73e Malin Moström | (0-1) | 25e Mercy Akide | Spectateurs : 21 597 Arbitrage : Silvia De Oliveira | Spectateurs : 21 597 Arbitrage : Silvia De Oliveira |
| 18h00        | Rapport                                |       |                 | Spectateurs : 21 597 Arbitrage : Silvia De Oliveira | Spectateurs : 21 597 Arbitrage : Silvia De Oliveira |

#### Groupe F
Classement
| Rang | Équipe    | Pts | J | G | N | P | Bp | Bc | Diff |
| ---- | --------- | --- | - | - | - | - | -- | -- | ---- |
| 1    | Allemagne | 6   | 2 | 2 | 0 | 0 | 10 | 0  | +10  |
| 2    | Mexique   | 1   | 2 | 0 | 1 | 1 | 1  | 3  | -2   |
| 3    | Chine     | 1   | 2 | 0 | 1 | 1 | 1  | 9  | -8   |

|  | Qualifié pour le deuxième tour de la compétition.                                                                  |
|  | Pts points ; G victoires ; N match nuls ; P défaites Bp buts marqués ; Bc buts encaissés ; Diff différence de buts |

Note : Mexique deuxième à la différence de buts.
Matchs
| 11 août 2004 | Allemagne | 8-0   | Chine | Stade Pampeloponnisiako, Patras             |                                             |
| 18h00        | 13e 21e 73e 88e Birgit Prinz · 65e Pia Wunderlich · 76e (pen.) Renate Lingor · 82e Conny Pohlers · 90e Martina Müller | (2-0) |       | Spectateurs : 14 657 Arbitrage : Kari Seitz | Spectateurs : 14 657 Arbitrage : Kari Seitz |
| 18h00        | Rapport |       |       | Spectateurs : 14 657 Arbitrage : Kari Seitz | Spectateurs : 14 657 Arbitrage : Kari Seitz |

| 14 août 2004 | Chine       | 1-1   | Mexique               | Stade Pampeloponnisiako, Patras                  |                                                  |
| 18h00        | 34e Ji Ting | (1-1) | 11e Maribel Domínguez | Spectateurs : 5 112 Arbitrage : Cristina Babadac | Spectateurs : 5 112 Arbitrage : Cristina Babadac |
| 18h00        | Rapport     |       |                       | Spectateurs : 5 112 Arbitrage : Cristina Babadac | Spectateurs : 5 112 Arbitrage : Cristina Babadac |

| 17 août 2004 | Allemagne                              | 2-0   | Mexique | Stade Karaïskakis, Le Pirée                        |                                                    |
| 18h00        | 20e Petra Wimbersky · 79e Birgit Prinz | (1-0) |         | Spectateurs : 26 338 Arbitrage : Krystyna Szokolai | Spectateurs : 26 338 Arbitrage : Krystyna Szokolai |
| 18h00        | Rapport                                |       |         | Spectateurs : 26 338 Arbitrage : Krystyna Szokolai | Spectateurs : 26 338 Arbitrage : Krystyna Szokolai |

#### Groupe G
Classement
| Rang | Équipe     | Pts | J | G | N | P | Bp | Bc | Diff |
| ---- | ---------- | --- | - | - | - | - | -- | -- | ---- |
| 1    | États-Unis | 7   | 3 | 2 | 1 | 0 | 6  | 1  | +5   |
| 2    | Brésil     | 6   | 3 | 2 | 0 | 1 | 8  | 2  | +6   |
| 3    | Australie  | 4   | 3 | 1 | 1 | 1 | 2  | 2  | 0    |
| 4    | Grèce      | 0   | 3 | 0 | 0 | 3 | 1  | 9  | -8   |

|  | Qualifié pour le deuxième tour de la compétition.                                                                  |
|  | Pts points ; G victoires ; N match nuls ; P défaites Bp buts marqués ; Bc buts encaissés ; Diff différence de buts |

1re journée
| 11 août 2004 | Grèce   | 0-3   | États-Unis                                         | Stade Pankritio, Héraklion                       |                                                  |
| 18h00        |         | (0-2) | 14e Shannon Boxx · 30e Abby Wambach · 82e Mia Hamm | Spectateurs : 15 757 Arbitrage : Jenny Palmqvist | Spectateurs : 15 757 Arbitrage : Jenny Palmqvist |
| 18h00        | Rapport |       |                                                    | Spectateurs : 15 757 Arbitrage : Jenny Palmqvist | Spectateurs : 15 757 Arbitrage : Jenny Palmqvist |

| 11 août 2004 | Brésil    | 1-0   | Australie | Stade Kaftanzoglio, Thessalonique               |                                                 |
| 18h00        | 36e Marta | (1-0) |           | Spectateurs : 25 152 Arbitrage : Dagmar Damkova | Spectateurs : 25 152 Arbitrage : Dagmar Damkova |
| 18h00        | Rapport   |       |           | Spectateurs : 25 152 Arbitrage : Dagmar Damkova | Spectateurs : 25 152 Arbitrage : Dagmar Damkova |

2e journée
| 14 août 2004 | Grèce   | 0-1   | Australie            | Stade Pankritio, Héraklion                    |                                               |
| 20h30        |         | (0-1) | 27e Heather Garriock | Spectateurs : 8 857 Arbitrage : Bentla D'Coth | Spectateurs : 8 857 Arbitrage : Bentla D'Coth |
| 20h30        | Rapport |       |                      | Spectateurs : 8 857 Arbitrage : Bentla D'Coth | Spectateurs : 8 857 Arbitrage : Bentla D'Coth |

| 14 août 2004 | États-Unis                             | 2-0   | Brésil | Stade Kaftanzoglio, Thessalonique               |                                                 |
| 20h30        | 58e (pen.) Mia Hamm · 77e Abby Wambach | (0-0) |        | Spectateurs : 17 123 Arbitrage : Dagmar Damkova | Spectateurs : 17 123 Arbitrage : Dagmar Damkova |
| 20h30        | Rapport                                |       |        | Spectateurs : 17 123 Arbitrage : Dagmar Damkova | Spectateurs : 17 123 Arbitrage : Dagmar Damkova |

3e journée
| 17 août 2004 | Grèce   | 0-7   | Brésil                                                                         | Stade Pampeloponnisiako, Patras                |                                                |
| 20h30        |         | (0-1) | 21e Pretinha · 46e 55e 77e Cristiane · 49e Grazielle · 70e Marta · 72e Daniela | Spectateurs : 7 214 Arbitrage : Christine Frai | Spectateurs : 7 214 Arbitrage : Christine Frai |
| 20h30        | Rapport |       |                                                                                | Spectateurs : 7 214 Arbitrage : Christine Frai | Spectateurs : 7 214 Arbitrage : Christine Frai |

| 17 août 2004 | États-Unis         | 1-1   | Australie         | Stade Kaftanzoglio, Thessalonique                |                                                  |
| 20h30        | 19e Kristine Lilly | (1-0) | 82e Joanne Peters | Spectateurs : 3 320 Arbitrage : Cristina Babadac | Spectateurs : 3 320 Arbitrage : Cristina Babadac |
| 20h30        | Rapport            |       |                   | Spectateurs : 3 320 Arbitrage : Cristina Babadac | Spectateurs : 3 320 Arbitrage : Cristina Babadac |

#### Classement des troisièmes des groupes E et F
Le troisième du groupe G (comprenant quatre équipes) est automatiquement qualifié.
Un classement comparatif est effectué entre les deux derniers des deux groupes de trois équipes (E et F). Le meilleur est qualifié pour les quarts de finale, l'autre est éliminé.
| Rang | Équipe | Pts | J | G | N | P | Bp | Bc | Diff |
| ---- | ------ | --- | - | - | - | - | -- | -- | ---- |
| 1    | Japon  | 3   | 2 | 1 | 0 | 1 | 1  | 1  | 0    |
| 2    | Chine  | 1   | 2 | 0 | 1 | 1 | 1  | 9  | -8   |

|  | Qualifié pour le deuxième tour de la compétition.                                                                  |
|  | Pts points ; G victoires ; N match nuls ; P défaites Bp buts marqués ; Bc buts encaissés ; Diff différence de buts |

### Tableau final
|  | Quarts de finale             | Quarts de finale      |                         |                         | Demi-finales             | Demi-finales             |   |  | Finale                  | Finale                  |
|  | Quarts de finale             | Quarts de finale      |                         |                         | Demi-finales             | Demi-finales             |   |  | Finale                  | Finale                  |
|  |                              |                       |                         |                         |                          |                          |   |  |                         |                         |
|  | 20 août 2004 - Patras        | 20 août 2004 - Patras |                         |                         | 23 août 2004 - Héraklion | 23 août 2004 - Héraklion |   |  | 26 août 2004 - Le Pirée | 26 août 2004 - Le Pirée |
|  | 20 août 2004 - Patras        | 20 août 2004 - Patras |                         |                         | 23 août 2004 - Héraklion | 23 août 2004 - Héraklion |   |  | 26 août 2004 - Le Pirée | 26 août 2004 - Le Pirée |
|  | Allemagne                    | 2                     |                         |                         | 23 août 2004 - Héraklion | 23 août 2004 - Héraklion |   |  | 26 août 2004 - Le Pirée | 26 août 2004 - Le Pirée |
|  | Allemagne                    | 2                     |                         |                         | 23 août 2004 - Héraklion | 23 août 2004 - Héraklion |   |  | 26 août 2004 - Le Pirée | 26 août 2004 - Le Pirée |
|  | Nigéria                      | 1                     |                         |                         | 23 août 2004 - Héraklion | 23 août 2004 - Héraklion |   |  | 26 août 2004 - Le Pirée | 26 août 2004 - Le Pirée |
|  | Nigéria                      | 1                     | Allemagne               | 1                       |                          |                          |   |  | 26 août 2004 - Le Pirée | 26 août 2004 - Le Pirée |
|  | 20 août 2004 - Thessalonique |                       | Allemagne               | 1                       |                          |                          |   |  | 26 août 2004 - Le Pirée | 26 août 2004 - Le Pirée |
|  |                              | États-Unis            | 2 ap                    |                         |                          |                          |   |  | 26 août 2004 - Le Pirée | 26 août 2004 - Le Pirée |
|  | États-Unis                   | États-Unis            | 2 ap                    | 2                       |                          |                          |   |  | 26 août 2004 - Le Pirée | 26 août 2004 - Le Pirée |
|  | États-Unis                   |                       |                         | 2                       |                          |                          |   |  | 26 août 2004 - Le Pirée | 26 août 2004 - Le Pirée |
|  | Japon                        | 1                     |                         |                         |                          |                          |   |  | 26 août 2004 - Le Pirée | 26 août 2004 - Le Pirée |
|  | Japon                        | 1                     | États-Unis              | 2 ap                    |                          |                          |   |  |                         |                         |
|  | 20 août 2004 - Héraklion     |                       | États-Unis              | 2 ap                    |                          |                          |   |  |                         |                         |
|  |                              | Brésil                | 1                       |                         |                          |                          |   |  |                         |                         |
|  | Mexique                      | Brésil                | 1                       | 0                       |                          |                          |   |  |                         |                         |
|  | Mexique                      | 23 août 2004 - Patras |                         | 0                       |                          |                          |   |  |                         |                         |
|  | Brésil                       | 5                     |                         |                         |                          |                          |   |  |                         |                         |
|  | Brésil                       | 5                     | Brésil                  | 1                       |                          |                          |   |  |                         |                         |
|  | 20 août 2004 - Volos         | 20 août 2004 - Volos  | Brésil                  | 1                       | Match pour la 3e place   | Match pour la 3e place   |   |  |                         |                         |
|  | 20 août 2004 - Volos         | 20 août 2004 - Volos  |                         | Suède                   | Match pour la 3e place   | Match pour la 3e place   | 0 |  |                         |                         |
|  | Suède                        | 2                     | 26 août 2004 - Le Pirée | 26 août 2004 - Le Pirée |                          |                          | 0 |  |                         |                         |
|  | Suède                        | 2                     | 26 août 2004 - Le Pirée | 26 août 2004 - Le Pirée |                          |                          |   |  |                         |                         |
|  | Australie                    | 1                     |                         | Allemagne               | 1                        |                          |   |  |                         |                         |
|  | Australie                    | 1                     |                         | Allemagne               | 1                        |                          |   |  |                         |                         |
|  |                              |                       |                         |                         |                          |                          |   |  | Suède                   | 0                       |
|  |                              |                       |                         |                         |                          |                          |   |  | Suède                   | 0                       |

#### Quarts de finale
| 20 août 2004 | Allemagne                            | 2 - 1   | Nigeria         | Stade Pampeloponnisiako, Patras               |                                               |
| 18h00        | Steffi Jones 76e · Conny Pohlers 81e | (0 - 0) | 49e Mercy Akide | Spectateurs : 2 531 Arbitrage : Bentla D'Coth | Spectateurs : 2 531 Arbitrage : Bentla D'Coth |
| 18h00        | Rapport                              |         |                 | Spectateurs : 2 531 Arbitrage : Bentla D'Coth | Spectateurs : 2 531 Arbitrage : Bentla D'Coth |

| 20 août 2004 | États-Unis                            | 2 - 1   | Japon            | Stade Kaftanzoglio, Thessalonique                  |                                                    |
| 18h00        | Kristine Lilly 43e · Abby Wambach 59e | (1 - 0) | 48e Emi Yamamoto | Spectateurs : 1 418 Arbitrage : Silvia De Oliveira | Spectateurs : 1 418 Arbitrage : Silvia De Oliveira |
| 18h00        | Rapport                               |         |                  | Spectateurs : 1 418 Arbitrage : Silvia De Oliveira | Spectateurs : 1 418 Arbitrage : Silvia De Oliveira |

| 20 août 2004 | Mexique | 0 - 5   | Brésil                                          | Stade Pankritio, Héraklion                 |                                            |
| 21h00        |         | (0 - 2) | 25e 49e Cristiane · 29e 54e Formiga · 60e Marta | Spectateurs : 3 012 Arbitrage : Fatou Gaye | Spectateurs : 3 012 Arbitrage : Fatou Gaye |
| 21h00        | Rapport |         |                                                 | Spectateurs : 3 012 Arbitrage : Fatou Gaye | Spectateurs : 3 012 Arbitrage : Fatou Gaye |

| 20 août 2004 | Suède                                  | 2 - 1   | Australie         | Stade Panthessaliko, Volos                     |                                                |
| 21h00        | Hanna Ljungberg 25e · Sara Larsson 30e | (2 - 0) | 79e Lisa de Vanna | Spectateurs : 4 811 Arbitrage : Dagmar Damkova | Spectateurs : 4 811 Arbitrage : Dagmar Damkova |
| 21h00        | Rapport                                |         |                   | Spectateurs : 4 811 Arbitrage : Dagmar Damkova | Spectateurs : 4 811 Arbitrage : Dagmar Damkova |

#### Demi-finales
| 23 août 2004 | États-Unis                                | 2 - 1 ap              | Allemagne            | Stade Pankritio, Héraklion                        |                                                   |
| 18h00        | Kristine Lilly 33e · Heather O'Reilly 99e | (1 - 0, 1 - 1, 2 - 1) | 90+2e Isabell Bachor | Spectateurs : 5 165 Arbitrage : Krystyna Szokolai | Spectateurs : 5 165 Arbitrage : Krystyna Szokolai |
| 18h00        | Rapport                                   |                       |                      | Spectateurs : 5 165 Arbitrage : Krystyna Szokolai | Spectateurs : 5 165 Arbitrage : Krystyna Szokolai |

| 23 août 2004 | Brésil       | 1 - 0   | Suède | Stade Pampeloponnisiako, Patras                       |                                                       |
| 18h00        | Pretinha 64e | (0 - 0) |       | Spectateurs : 1 511 Arbitrage : Dianne Ferreira-James | Spectateurs : 1 511 Arbitrage : Dianne Ferreira-James |
| 18h00        | Rapport      |         |       | Spectateurs : 1 511 Arbitrage : Dianne Ferreira-James | Spectateurs : 1 511 Arbitrage : Dianne Ferreira-James |

#### Match pour la médaille de bronze
| 26 août 2004 | Allemagne         | 1 - 0   | Suède | Stade Karaïskakis, Le Pirée                 |                                             |
| 18h00        | Renate Lingor 17e | (1 - 0) |       | Spectateurs : 10 416 Arbitrage : Kari Seitz | Spectateurs : 10 416 Arbitrage : Kari Seitz |
| 18h00        | Rapport           |         |       | Spectateurs : 10 416 Arbitrage : Kari Seitz | Spectateurs : 10 416 Arbitrage : Kari Seitz |

#### Finale
| 26 août 2004 | États-Unis                              | 2 - 1 ap              | Brésil       | Stade Karaïskakis, Le Pirée | |
| 21h00        | Lindsay Tarpley 39e · Abby Wambach 112e | (1 - 0, 1 - 1, 1 - 1) | 73e Pretinha | Spectateurs : 10 416 Arbitrage : Jenny Palmqvist Remplacée par Dianne Ferreira-James après 90 minutes à cause de la déshydratation | Spectateurs : 10 416 Arbitrage : Jenny Palmqvist Remplacée par Dianne Ferreira-James après 90 minutes à cause de la déshydratation |
| 21h00        | Rapport                                 |                       |              | Spectateurs : 10 416 Arbitrage : Jenny Palmqvist Remplacée par Dianne Ferreira-James après 90 minutes à cause de la déshydratation | Spectateurs : 10 416 Arbitrage : Jenny Palmqvist Remplacée par Dianne Ferreira-James après 90 minutes à cause de la déshydratation |

## Bilan

### Classement des buteuses
5 buts
- Cristiane
- Birgit Prinz

4 buts
- Abby Wambach

3 buts
- Kristine Lilly
- Marta
- Pretinha

### Matchs
Les 10 équipes présentes disputent un total de 20 rencontres dont 12 au premier tour. Un total de 55 buts sont marqués, soit 2,75 par match. L'affluence totale est de 208 637 spectateurs.

### Classement
| Rang | Nation     |
| ---- | ---------- |
| 1    | États-Unis |
| 2    | Brésil     |
| 3    | Allemagne  |
| 4    | Suède      |
| 5    | Australie  |
| 6    | Nigeria    |
| 7    | Japon      |
| 8    | Mexique    |
| 9    | Chine      |
| 10   | Grèce      |